# Сан-Карлос (Уругвай)
Сан-Ка́рлос (ісп. San Carlos) — місто на півдні Уругваю, у департаменті Мальдонадо.

## Географія
Розташоване за 13.5 км на північ від адміністративного центру департаменту, міста Мальдонадо. Місто розташовується на автомобільному шляху № 39, за 2 км на південь від його пересічення зі шляхом № 9. Уздовж східної околиці міста протікає річка Сан-Карлос.

## Історія
Сан-Карлос було засноване у 1763 році іспанським губернатором Педро Антоніо де Сельвальосом. Отримав назву за ім'ям тогочасного короля Іспанії — Карла ІІІ. Отримав статус малого міста (Villa) ще до того як країна здобула незалежність, а статус міста (Ciudad) 18 грудня 1929.

## Населення
Населення міста згідно даних на 2011 складає 27 471 людину.
| Рік  | Населення |
| ---- | --------- |
| 1908 | 5014      |
| 1963 | 13 695    |
| 1975 | 16 925    |
| 1985 | 19 877    |
| 1996 | 24 030    |
| 2004 | 24 771    |
| 2011 | 27 471    |

Джерело: Instituto Nacional de Estadística de Uruguay

## Відомі уродженці
- Луїз Тассано — уругвайський політик, міністр іноземних справ Уругваю (1988—1990)
- Маріано Солер — уругвайський католицький єпископ, перший архієписком Монтевідео.
- Франсіскл Відаль — двічі президент Уругваю.